# Ровио
Ровио (итал. Rovio) — населённый пункт в Швейцарии, входит в состав коммуны Валь-Мара округа Лугано в кантоне Тичино.
Население составляет 791 человек (на 31 декабря 2021).
Ранее был самостоятельной коммуной. 10 апреля 2022 года объединён с коммунами Мелано и Мароджа в новую коммуну Валь-Мара.
Традиционно Ровио было сельскохозяйственным сообществом, занимающимся разведением скота и винограда.
Вся деревня Ровио входит в Список объектов швейцарского наследия, а часовня Сан-Виджилио включена в Список объектов швейцарского культурного наследия национального и регионального значения.

## География
Деревня Ровио расположена в округе Лугано, в долине Вальмара. На её территории, на границе с Италией, также находится вершина Монте-Дженеросо высотой 1704 метра.
По состоянию на 1997 год площадь Ровио составляла 5,53 квадратных километра. 9,4 % этой территории использовалось в сельскохозяйственных целях, а её 78,7 % составляли леса.

## История
Ровио впервые упоминается в 852 году как Рови (итал. Rovi).
На территории коммуны были обнаружены пять очагов возгорания, датируемых примерно 1000 годом до н. э., а также артефакты железного века и римской эпохи. В 1213 году вичинанца (гражданская община), в которую входила деревня Ровио, стала частью пьеве Рива-Сан-Витале. В 1517 году вся пьеве стала частью бейливика Лугано. В 1798 году Ровио входило в состав Республики Рива-Сан-Витале, просуществовавшей всего две недели (с 23 февраля по 16 марта 1798 года).
Ровио было частью прихода Рива-Сан-Витале до 1213 года, когда он стал независимым приходом. В том же году впервые упоминается приходская церковь святых Витале и Агаты. В период с конца XVI века по 1613 год она была перестроена. В первой половине XI века в Ровио была построена часовня Сан-Виджилио.
Основными источниками дохода жителей Ровио традиционно являлись сельское хозяйство, животноводство и виноградарство. Из-за скудного количества сельскохозяйственных земель многие жители также мигрировали, становясь строителями и ремесленниками. С 1960-х годов в Ровио было построено множество новых домов. В 2000 году более трех всех работающих в Ривио ездили трудиться в город Лугано.